# The Cycles: International Grand Prix Racing
The Cycles é um jogo de computador fabricado pela DSI no ano de 1989. É um jogo muito similar ao Grand Prix, exceto pelo fato deste ser um simulador de corridas de Fórmula 1, enquanto que o The cycles é um simulador de corridas de motovelocidade.

## Características
- Publicador: Accolade.
- Fabricante: DSI.
- Ano de fabricação: 1989.
- Plataforma: PC-DOS, Amiga e Commodore 64.

## Créditos
- Programado por: Brad Gour e Rick Friesen.
- Design: Brad Gour, Don Mattrick.
- Trabalho artístico: John Boechler e Michael Smith.
- Som: Krisjan Hatlield.
- Produtor: Pam Levins.

## O jogo
Na verdade, o jogo era mais um simulador do que um jogo tipo arcade. Não há tempo limite para pilotar em cada pista. A corrida encerrava-se quando o jogador cruzasse a linha de chegada ou se envolvesse em algum acidente, caracterizado pela moto que caía. A quantidade de voltas por pista pode ser ajustada conforme o jogador queira.

### Modos
No jogo havia três tipos de modos para pilotar:
- Practice: Apenas para reconhecimento de pista e moto. Escolhe-se o tipo de moto (125cc, 250cc ou 500cc) e a pista.
- Single Race: Traduzido para "Corrida Simples". Parecido com o modo practice, mas há volta de qualificação e a corrida com outros nove adversários.
- Championship: É o campeonato, que é composto por todas os circuitos existentes no jogo. Escolhe-se a moto e disputa-se o campeonato referente à categoria escolhida.

### Pontuação
São 10 (dez) os pilotos que participam dos grandes prêmios. A pontuação é dada conforme a posição final de cada corredor, conforme a tabela abaixo:
- 1o colocado: 20 pontos.
- 2o colocado: 17 pontos.
- 3o colocado: 15 pontos.
- 4o colocado: 13 pontos.
- 5o colocado: 11 pontos.
- 6o colocado: 10 pontos.
- 7o colocado: 9 pontos.
- 8o colocado: 8 pontos.
- 9o colocado: 7 pontos.
- 10o colocado: 6 pontos.

O piloto que abandona a corrida não ganha ponto. Uma diferença desse jogo e do Grand Prix é que mais de um piloto pode abandonar a corrida.
No modo championship, esses pontos são acumulados e o piloto que tuver a maior quantidade de pontos ao final da competição, é declarado campeão. Se o jogador terminar entre os três primeiros da competição, aparece no pódio.

### Circuitos
O jogo possui um total de 15 (quinze) grandes prêmios. No modo championship, o jogador disputa todos os grande prêmios (exceto na categoria 125cc, que não é incluído os grandes prêmios dos Estados Unidos e do Brasil, totalizando 13 grandes prêmios). Os grandes prêmios que tem no jogo estão abaixo:
- Grande Prêmio do Japão - Suzuka.
- Grande Prêmio da Austrália - Phillip Island
- Grande Prêmio dos Estados Unidos - Laguna Seca.
- Grande Prêmio da Espanha - Jerez de la Frontera.
- Grande Prêmio da Itália - Mizano.
- Grande Prêmio da Alemanha - Hockenheim.
- Grande Prêmio da Áustria - Salzburgring.
- Grande Prêmio da Iugoslávia - Rijeka.
- Grande Prêmio da Holanda - Assen.
- Grande Prêmio da Bélgica - Spa-Francorchamps.
- Grande Prêmio da França - Bugatti Circuit.
- Grande Prêmio da Inglaterra - Donington Park.
- Grande Prêmio da Suécia - Anderstop.
- Grande Prêmio da Tchecoslováquia - Brno.
- Grande Prêmio do Brasil - Goiânia.

Cada grande prêmio possui um campo para informações, contendo a traçado da pista, a extensão da mesma (em milhas), em que cidade localiza-se e os quatro melhores tempos obtidos.